# Gouesnach
Gouesnach (bret. Gouenac'h) – miejscowość i gmina we Francji, w regionie Bretania, w departamencie Finistère.
Według danych na rok 1990 gminę zamieszkiwało 1769 osób, a gęstość zaludnienia wynosiła 104 osoby/km² (wśród 1269 gmin Bretanii Gouesnach plasuje się na 355. miejscu pod względem liczby ludności, natomiast pod względem powierzchni na miejscu 597.).